# Poradnik pozytywnego myślenia (film)
Poradnik pozytywnego myślenia (ang. Silver Linings Playbook) – amerykański komediodramat z 2012 roku w reżyserii i według scenariusza Davida O. Russella. Adaptacja powieści pod tym samym tytułem autorstwa Matthew Quicka.
Zdjęcia kręcono w stanie Pensylwania. Światowa premiera  filmu miała miejsce 8 września 2012, podczas 37. Międzynarodowego Festiwalu Filmowego w Toronto. Polska premiera odbyła się 8 lutego 2013.

## Fabuła
Film opowiada historię Pata Solitano, cierpiącego na cyklofrenię, który wraca do rodzinnego domu po ośmiu miesiącach spędzonych w szpitalu psychiatrycznym. Aby odzyskać swoją żonę, Nikki, Pat stara się powrócić do dawnej formy, zarówno psychicznej, jak i fizycznej przez czytanie książek i uprawianie joggingu. Niespodziewanie na jego drodze staje młoda wdowa, Tiffany, która obiecuje pomóc mu w powrocie do żony, w zamian Pat godzi się na bycie jej partnerem w konkursie tanecznym.

## Obsada
- Bradley Cooper jako Pat Solitano
- Jennifer Lawrence jako Tiffany Maxwell
- Robert De Niro jako Pat Solitano Sr.
- Jacki Weaver jako Dolores Solitano
- Chris Tucker jako Danny
- Julia Stiles jako Veronica
- Anupam Kher jako doktor Patel

## Nagrody i nominacje
85. ceremonia wręczenia Oscarów
- nominacja: najlepszy film – Bruce Cohen, Jonathan Gordon, Jonathan Gordon
- nominacja: najlepszego aktora pierwszoplanowego – Bradley Cooper
- wygrana: najlepszej aktorki pierwszoplanowej – Jennifer Lawrence
- nominacja: najlepszego aktora drugoplanowego – Robert De Niro
- nominacja: najlepszej aktorki drugoplanowej – Jacki Weaver
- nominacja: za najlepszą reżyserię – David O. Russell
- nominacja: najlepszy scenariusz adaptowany – David O. Russell
- nominacja: najlepszy montaż – Crispin Struthers, Jay Cassidy

70. ceremonia wręczenia Złotych Globów
- nominacja: najlepszy film komediowy lub musical
- nominacja: najlepszy scenariusz − David O. Russell
- nominacja: najlepszy aktor w filmie komediowym lub musicalu − Bradley Cooper
- wygrana: najlepsza aktorka w filmie komediowym lub musicalu − Jennifer Lawrence

27. ceremonia wręczenia Independent Spirit Awards
- wygrana: najlepszy film niezależny − Donna Gigliotti, Bruce Cohen i Jonathan Gordon
- wygrana: najlepsza reżyseria − David O. Russell
- wygrana: najlepszy scenariusz − David O. Russell
- nominacja: najlepsza główna rola męska − Bradley Cooper
- wygrana: najlepsza główna rola kobieca − Jennifer Lawrence

17. ceremonia wręczenia Satelitów
- wygrana: najlepszy film
- wygrana: najlepsza reżyseria − David O. Russell
- nominacja: najlepszy scenariusz adaptowany − David O. Russell
- wygrana: najlepszy aktor − Bradley Cooper
- wygrana: najlepsza aktorka − Jennifer Lawrence
- nominacja: najlepszy aktor drugoplanowy − Robert De Niro
- wygrana: najlepszy montaż − Jay Cassidy

19. ceremonia wręczenia nagród Gildii Aktorów Ekranowych
- nominacja: wybitny występ aktora w roli pierwszoplanowej − Bradley Cooper
- wygrana: wybitny występ aktorki w roli pierwszoplanowej − Jennifer Lawrence
- nominacja: wybitny występ aktora w roli drugoplanowej − Robert De Niro
- nominacja: wybitny występ zespołu aktorskiego w filmie kinowym